# Limanowski
Limanowski là một huyện thuộc tỉnh Małopolskie của Ba Lan. Huyện có diện tích 951 km². Đến ngày 1 tháng 1 năm 2011, dân số của huyện là 125108 người và mật độ 132 người/km².